# Martin Ferrero
Martin Ferrero (* 29. září 1947) je americký divadelní a filmový herec.
Ferrero začínal u divadla v rámci California Actors Theatre ve městě Los Gatos. V roce 1979 však odešel do Los Angeles a začal točit filmy pro Hollywood. Jeho nejznámější rolí je zřejmě bezskrupulózní právník Donald Gennaro ve filmu Jurský park (1993), který je v jedné scéně dokonce sežrán obřím dravým tyranosaurem. Zahrál si však také v televizním seriálu Miami Vice nebo Akta X. Celkem ztvárnil zhruba 16 filmových rolí, od roku 2008 se však opět věnuje zejména divadlu (je součástí klasického divadla Antaeus Company v Los Angeles).